# Manfred Röber
Manfred Röber (* 18. Oktober 1947 in Berlin) ist ein deutscher Wirtschaftswissenschaftler.

## Leben
Von 1967 bis 1971 studierte er Soziologie an der FU Berlin (Diplom-Soziologe). Von 1971 bis 1972 war er Mitarbeiter der Planungsgruppe der Senatsverwaltung für Familie, Jugend und Sport in Berlin. Von 1969 bis 1973 studierte er Betriebswirtschaftslehre an der Freien Universität Berlin (Diplom-Kaufmann). Von 1974 bis 1977 war er wissenschaftlicher Mitarbeiter am Institut für Unternehmensführung an der Freien Universität Berlin. Von 1977 bis 1979 war er wissenschaftlicher Mitarbeiter am Lehrstuhl für Allgemeine Betriebswirtschaftslehre und Organisation an der Universität Mannheim. Nach der Promotion 1979 in Mannheim war er von 1979 bis 1981 stellvertretender Referatsleiter (Haushaltsabteilung beim Senator für Finanzen in Berlin). Von 1981 bis 1999 lehrte er als Professor für Verwaltungswissenschaft an der FHVR Berlin. Von 1986 bis 1996 war er Lehrbeauftragter am Otto-Suhr-Institut der Freien Universität Berlin. Von 1991 bis 2007 war er Mitveranstalter des Berlin-Brandenburgischen Verwaltungspolitischen Kolloquiums an der Humboldt-Universität zu Berlin. 1996 hatte er eine Gastprofessur am Institut für Verwaltungsmanagement der Universität Innsbruck. 1998 hatte er eine Gastprofessur an der University of Central Lancashire. Von 1999 bis 2007 lehrte er als Professor für Public Management an der Hochschule für Technik und Wirtschaft Berlin. 2003 war er Visiting Scholar an der University of California, Berkeley. Von 2007 bis 2013 lehrte er als Professor für Verwaltungsmanagement / New Public Management an der Universität Leipzig. Von 2008 bis 2012 war er Studiendekan der Wirtschaftswissenschaftlichen Fakultät der Universität Leipzig. Seit 2013 ist er Professor emeritus am Lehrstuhl für Public Management, Wirtschaftswissenschaftliche Fakultät der Universität Leipzig. 2014 hatte er eine Gastdozentur an der Universität Sofia. Seit 2016 lehrt er als Professor für Betriebswirtschaftslehre, Andrássy-Universität Budapest (im Rahmen des Herder-Programms des DAAD).

## Schriften (Auswahl)
- Betriebswirtschaftslehre und Interesse-Begriff. Berlin 1975, ISBN 3-88398-006-4.
- Organisationsstruktur und Planungsorganisation. Konzept und Ergebnisse einer empirischen Untersuchung in Regierungsverwaltungen. Frankfurt am Main 1981, ISBN 3-8204-6909-5.
- als Herausgeber: Institutionelle Vielfalt und neue Unübersichtlichkeit. Zukunfsperspektiven effizienter Steuerung öffentlicher Aufgaben zwischen Public Management und Public Governance. Berlin 2012, ISBN 978-3-8305-3027-5.
- mit Christoph Reichard: Ausbildung der Staatsdiener von morgen. Bestandsaufnahme – Reformtendenzen – Perspektiven. Berlin 2012, ISBN 978-3-8360-7240-3.